# Okupacja Pokucia przez Rumunię
Okupacja Pokucia przez Rumunię − zajęcie przez Rumunię Pokucia wiosną i latem 1919 roku.

## Historia
Po ukraińskiej deklaracji przyłączenia do Zachodnioukraińskiej Republiki Ludowej Bukowiny, ogłoszonej 3 listopada 1918, w dniu 11 listopada wkroczyła tam armia rumuńska, opanowując cały obszar bez oporu. Sekretariat Państwowy ZURL zakazał w dniu 14 listopada wojskom ukraińskim podejmowania jakichkolwiek akcji militarnych, ograniczył się tylko do wysłania not protestacyjnych. 
W tej sytuacji, w czasie wojny polsko-ukraińskiej, strona polska roszcząca sobie historyczne i kulturalne prawo do dawnych ziem polskich na Pokuciu, dążyła do utworzenia wspólnej granicy z Rumunią. Zablokowałoby to m.in. eksport ropy naftowej z Borysławsko-Drohobyckiego Zagłębia Naftowego, w zamian za który ZURL otrzymywała dostawy żywności, broni i amunicji.
W kwietniu 1919 szef Sztabu Generalnego Wojska Polskiego zwrócił się do Polskiej Misji Wojskowej w Bukareszcie z poleceniem podjęcia rozmów z dowództwem rumuńskim na temat udziału Rumunii w wojnie z ZURL. Proponowano atak w kierunku Stanisławowa i później na Lwów.
Władze rumuńskie potraktowały wspólne działania życzliwie, ale uzależniły swoją decyzję od stanowiska Francuskiej Misji Wojskowej. Stanowisko Misji było początkowo negatywne, jednak zmieniło się po odwołaniu do Francji szefa Misji - gen. Henri Berthelota. Jednocześnie starano się o przemieszczenie na Bukowinę m.in. 4 Dywizji Strzelców Polskich. Strona polska liczyła także na otwarcie możliwości transportu zaopatrzenia przez Rumunię.
22 maja rozpoczęło się wycofywanie części wojsk polskich z frontu polsko-ukraińskiego. Było to podyktowane ostrym sprzeciwem Rady Najwyższej państw Ententy, która obradując 21 maja pod przewodnictwem Davida Lloyda George'a zażądała przerwania ofensywy polskiej na obszarze wschodniogalicyjskim. Drugim powodem było zagrożenie wybuchem konfliktu polsko-niemieckiego. Chcąc zapewnić sobie choćby częściowe związanie sił ukraińskich, i odciążenie frontu polskiego, zintensyfikowano kontakty polsko-rumuńskie. W tym samym dniu Rumunia zaoferowała Polsce pomoc, wydzielając do walk na południe od Dniestru 10 tysięcy żołnierzy.

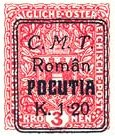
Pieczątka rumuńskich władz wojskowych na Pokuciu

25 maja 1919 armia rumuńska wkroczyła na Pokucie, kierując się bez przeszkód w kierunku Kołomyi. Nie napotkała żadnego oporu. Wojska rumuńskie składały się z niepełnej i słabo uzbrojonej jednej dywizji piechoty gen. Iacoba Zadika, oraz grupy jazdy. Rumuni byli wspierani przez lokalne placówki polskiej konspiracji. Rumuński Sztab Generalny ogłosił, że wojska rumuńskie wkraczają, aby chronić miejscową ludność, niezależnie od narodowości i wyznania, przed inwazją bolszewicką, jak również tłumaczył inwazję działaniami militarnymi na Zakarpaciu, prowadzonymi przeciw Węgierskiej Republice Rad.
25 maja oddziały POW pod dowództwem inż. Antoniego Deblessema opanowały Stanisławów. Po kilku godzinach przybyły wojska polskie, które maszerując dalej na południe spotkały się w Otyni z oddziałami rumuńskimi. Na początku czerwca armia rumuńska zajęła powołaną przez miejscową ludność huculską tzw. Republikę Huculską.
Wskutek akcji rumuńskiej część oddziałów ukraińskich (1 Brygada Górska UHA i Grupa „Hłyboka”) utraciły styczność z głównymi siłami, i zmuszone były przejść na Zakarpacie, gdzie zostały internowane przez władze czechosłowackie.
2 czerwca rząd ZURL skierował do rządu Rumunii oficjalny protest, jednak, z braku sił, nie podjął żadnej akcji militarnej. Dlatego też do połowy czerwca 1919 wycofano większość sił rumuńskich na front węgierski, pozostawiając tylko 2 tysiące żołnierzy. Okupacja rumuńska trwała do początku sierpnia 1919.